# Dị nhân thế hệ mới (phim)
Dị nhân thế hệ mới (tên gốc tiếng Anh: The New Mutants) là một bộ phim kinh dị siêu anh hùng của Mỹ năm 2020 dựa trên băng nhóm dị nhân New Mutants của Marvel Comics do hãng 20th Century Studios giữ vai trò phân phối. Đây là phần thứ mười ba và cũng là phần cuối cùng trong loạt phim điện ảnh X-Men. Bộ phim do Josh Boone đạo diễn từ một kịch bản do anh thực hiện cùng Knate Lee. Phim có sự tham gia diễn xuất của Maisie Williams, Anya Taylor-Joy, Charlie Heaton, Alice Braga, Blu Hunt và Henry Zaga. Trong phim, một nhóm dị nhân trẻ tuổi bị giam cầm trong một cơ sở bí mật đã vùng lên chiến đấu để tự giải cứu chính mình.
Boone và Lee bắt đầu thực hiện dự án Dị nhân thế hệ mới sau khi Boone hoàn thành The Fault in Our Stars (2014). Cặp đôi này đã giới thiệu một bộ ba phim tiềm năng cho nhà sản xuất Simon Kinberg của loạt phim X-Men, và vào tháng 5 năm 2015, họ đã chính thức ký hợp đồng với dự án. Taylor-Joy và Williams được đồn đoán sẽ tham gia dự án vào tháng 3 năm 2016, và được chính thức xác nhận hơn một năm sau khi các diễn viên còn lại đã được công bố. Quá trình quay phim diễn ra tại Boston và Massachusetts từ tháng 7 đến tháng 9 năm 2017, chủ yếu tại Bệnh viện Tiểu bang Medfield, và dự kiến được công chiếu vào tháng 4 năm 2018. Bộ phim sau đó bị trì hoãn trong khi các hoạt động ghi hình lại đã được lên kế hoạch, trong khi đó Disney đang trong quá trình mua lại công ty sản xuất 20th Century Fox. Sau khi thương vụ hoàn tất, Boone quay trở lại thực hiện bộ phim và nó được hoàn thành mà không cần phải quay lại bất cứ cảnh quay nào vào tháng 3 năm 2020.
Dị nhân thế hệ mới được phát hành tại các rạp chiếu ở Hoa Kỳ vào ngày 28 tháng 8 năm 2020 bởi 20th Century Studios sau khi gặp phải nhiều sự chậm trễ so với ngày phát hành ban đầu vào tháng 4 năm 2018. Tại Việt Nam, phim ra mắt vào ngày 2 tháng 9 năm 2021. Bộ phim nhận được nhiều đánh giá trái chiều, trong đó các nhà phê bình cho rằng tác phẩm có nội dung thiếu điểm nhấn. Phim thu về 46 triệu USD từ doanh thu phòng vé so với kinh phí sản xuất từ 67–80 triệu USD.

## Nội dung
Danielle "Dani" Moonstar, một người Mỹ bản địa Cheyenne trẻ tuổi, bị cha cô giấu trong một cái cây khi toàn bộ khu bảo tồn của cô bị một cơn lốc xoáy tàn phá, khiến cô là người sống sót duy nhất. Sau khi bất tỉnh, Dani tỉnh dậy trong một bệnh viện trống rỗng do Bác sĩ Cecilia Reyes điều hành, người đã an ủi Dani, giải thích rằng cô không phải là một con người bình thường, mà là có DNA đột biến độc nhất, và khuyên cô nên ở lại bệnh viện này cho đến khi cô biết được khả năng của mình và cách kiểm soát chúng.
Dani được giới thiệu với bốn thanh thiếu niên khác: Samuel "Sam" Guthrie, Illyana Rasputin, Roberto "Bobby" da Costa và Rahne Sinclair. Reyes đã đưa từng người trong số họ đến bệnh viện, sau khi mỗi người đều vô tình gây ra một thảm kịch kinh hoàng: Sam làm sập cả một mỏ than vào người cha và đồng nghiệp; Roberto vô tình thiêu chết bạn gái; Rahne trốn thoát khỏi ngôi làng Công giáo sùng đạo của cô sau khi bị phong là phù thủy; còn Illyana thì bị bắt làm nô lệ khi còn nhỏ và bị lạm dụng tình dục. Tuy nhiên, tất cả họ đều sở hữu khả năng siêu phàm do có đột biến trong DNA của họ: Roberto có thể điều khiển năng lượng Mặt Trời; Sam có thể bay với tốc độ máy bay phản lực; Illyana có sức mạnh ma thuật xuyên không gian; và khả năng của Rahne cho phép cô có thể biến thành một con sói. Bản thân Reyes cũng là một dị nhân mạnh mẽ, người có thể điều khiển trường lực "năng lượng plasma", ngăn 5 người họ rời khỏi cơ sở.
Năm thanh thiếu niên tin rằng họ đang được đào tạo để gia nhập X-Men, do đó cần phải được giám sát nghiêm ngặt. Reyes cảnh báo rằng họ bị coi là nguy hiểm và không nên rời đi cho đến khi tất cả đã làm chủ được khả năng siêu phàm của mình. Sau nỗ lực trốn thoát không thành, Dani định tự tử từ tháp đồng hồ của nhà thờ nhưng bị Rahne ngăn cản. Hai người bắt đầu hình thành một mối quan hệ lãng mạn, nhưng mặt khác Illyana lại phản đối Dani, người phát hiện ra rằng Illyana có một con rối tay của một con rồng màu tím tên là Lockheed. Chẳng bao lâu, cả nhóm bắt đầu có những hình ảnh kinh hoàng về những bi kịch trong quá khứ của họ. Cả Illyana và Reyes đều suy luận rằng những tầm nhìn là kết quả của sức mạnh của Dani thể hiện ra bên ngoài; khả năng thể hiện nỗi sợ hãi, ảo tưởng hoặc những suy nghĩ khác về thể chất từ tâm trí của một người. Reyes hỏi ý kiến chủ nhân của cô, Tập đoàn Essex, những kẻ đã hướng dẫn cô thu thập DNA của Dani và sau đó giết cô.
Khi Reyes trói Dany, sự hoảng loạn của Dani khiến sức mạnh của cô ấy biến mất. Illyana và Sam bị tấn công bởi những Người đàn ông mỉm cười, trong khi Roberto cố gắng phá vỡ hàng rào bên ngoài của bệnh viện, hiện đã bị thu hẹp đường kính. Dani sử dụng sức mạnh của mình để biết được ý định thực sự của Reyes trước khi Rahne xuất hiện trong hình dạng nửa người nửa sói và ám Reyes, buộc cô phải chạy trốn. Năm người tập hợp lại tại văn phòng Reyes và nhận ra rằng Reyes đang huấn luyện họ trở thành sát thủ cho Essex, và để trốn thoát, họ phải giết Reyes để phá vỡ trường lực xung quanh cơ sở. Họ tìm thấy và đối đầu với Reyes, người đã cảnh báo họ rằng Dani quá mạnh và sẽ tiêu diệt tất cả. Reyes hạn chế tất cả bằng các trường lực và cố gắng giết Dani một lần nữa, điều này giải phóng Demon Bear – nỗi sợ hãi của chính Dani thể hiện qua sức mạnh của cô, và nguyên nhân thực sự khiến khu bảo tồn của cô bị phá hủy. Reyes bị nuốt chửng và Dani bất tỉnh. Rahne cố gắng liên lạc với Dani, trong khi Illyana sử dụng sức mạnh của mình để lấy một thanh gươm phát sáng, áo giáp và chiến đấu với Demon Bear. Cuối cùng, Sam và Roberto tham gia cuộc chiến, cũng như Rahne, tất cả đều vô ích. Dani được linh hồn của cha cô đến thăm, người đã khuyến khích cô đối mặt với nỗi sợ hãi; cô thức tỉnh và đối mặt với Demon Bear, làm dịu và khiến nó biến mất. Sau đó, cả nhóm rời cơ sở và tìm đến thị trấn gần nhất.

## Diễn viên
- Maisie Williams vai Rahne Sinclair / Wolfsbane: Dị nhân gốc Scotland, có khả năng biến thành sói.
- Anya Taylor-Joy vai Illyana Rasputin / Magik: Dị nhân người Nga, có khả năng ma thuật, di chuyển tức thì
- Charlie Heaton vai Sam Guthrie / Cannonball: Di nhân người Mỹ, có thể hóa thành không khí
- Alice Braga vai Cecilia Reyes: nữ huấn luyện viên của nhóm dị nhân
- Blu Hunt vai Danielle Moonstar / Mirage: Dị nhân người Mỹ, có khả năng tạo ảo giác từ cảm xúc của người khác
- Henry Zaga vai Roberto da Costa / Sunspot: Dị nhân người Brazil, có khả năng điều khiển năng lượng Mặt Trời.

## Phát hành
Dị nhân thế hệ mới ban đầu dự kiến ra rạp vào 13 tháng 4 năm 2018 nhưng đã bị hoãn tới 22 tháng 2 năm 2019 (để tránh Deadpool 2), phim sau đó tiếp tục hoãn tới 2/8 cùng năm (tránh Dark Phoenix). Hiện phim dự kiến ra mắt vào ngày 28/8/2020.